# 日越友好議員連盟
日越友好議員連盟（にちえつゆうこうぎいんれんめい、日本・ベトナム友好議員連盟とも、英: Japan - Vietnam Parliamentary Friendship Association）とは、日本の超党派の議員連盟。

## 所属議員・メンバー
以下に列挙した人物は、本議員連盟の一部。
- 武部勤 - 元会長、現特別顧問[2]
- 二階俊博 - 現会長[3][4]
- 武部新 - 事務局次長[3]
- 小渕優子[3][5]
- 岸田文雄[6]
- 東順治
- 鳩山由紀夫
- 浜四津敏子[注釈 1]
- 緒方靖夫[7]